# Конотопський інститут Сумського державного університету
Коното́пський інститу́т Сумсько́го держа́вного університе́ту (КІСумДУ) — заклад вищої освіти III рівня акредитації в м. Конотоп Сумської області.

## Історія
8 червня 2001 року у складі Сумського державного університету було створено Конотопський інститут СумДУ. До складу новоутвореного інституту увійшли політехнічний технікум, на базі якого було створено сам інститут, і навчально-консультаційний пункт СумДУ.
2 лютого 2004 року відповідно до наказу Міністерства освіти і науки України № 30 від 19 січня 2004 року до Конотопського інституту Сумського державного університету приєднано індустріально-педагогічний технікум, який 2020 року перейменовано на Конотопський індустріально-педагогічний фаховий коледж і перепідпорядковано СумДУ.

## Освітні програми
У КІСумДУ ведеться прийом за 5 спеціальностями з 2 галузей знань на освітній рівень бакалавра.
- Каталог освітніх програм [Архівовано 19 квітня 2019 у Wayback Machine.]